# Johannes Strate

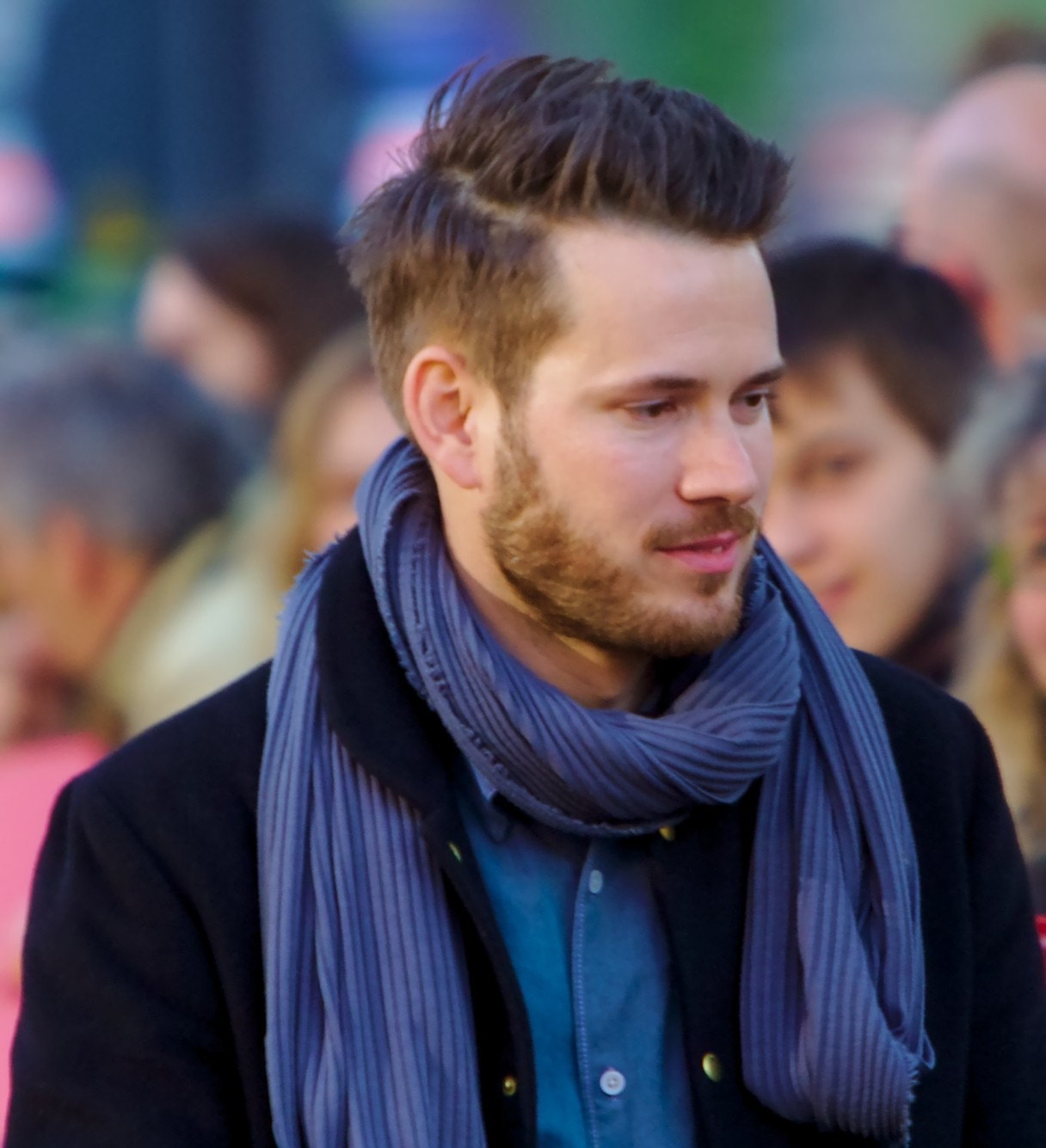
Johannes Strate (2014)

Johannes Strate (* 17. März 1980 in Bremen) ist ein deutscher Sänger. Bekannt wurde er als Sänger und Frontmann der Band Revolverheld.

## Leben
Johannes Strate ist der Sohn einer Pianistin und des Lehrers Eckart Strate, der auch Sänger, Gitarrist und Mitbegründer der Worpsweder Grünen war. Er wuchs in Worpswede auf und begann mit zehn Jahren, Gitarre zu spielen. Im Alter von 14 Jahren gründete er seine erste Band Second Floor, aus der später die Band Privat wurde, mit der er drei Jahre lang einen Plattenvertrag hatte. Die einzige offiziell veröffentlichte Single der Band, Tut mir leid (ich kann nicht anders), erschien unter anderem auf dem Kompilationsalbum VIVA Hits 13. 1998 begann er eine Gesangsausbildung, 2002 nahm er am Popkurs Hamburg teil. Seine Bachelor-Arbeit schrieb er zum Thema Die Eigenwahrnehmung von Popmusikern im Gegensatz zur medialen Wahrnehmung. Im Winter 2002 gründete er mit Kristoffer Hünecke, Niels Grötsch, Jakob Sinn und Florian Speer die Band Revolverheld, die damals noch den Namen Manga trug. Bisher veröffentlichte die Rockband fünf Alben und war national erfolgreich.
Dazu ist er einer der Mitinitiatoren von Feels like Home. Dies ist eine „Music and reading“-Serie, zu der Singer-Songwriter aus der ganzen Welt nach Deutschland eingeladen werden.
Am 30. September 2011 wurde sein erstes Soloalbum Die Zeichen stehen auf Sturm veröffentlicht, welches er gemeinsam mit Philipp Steinke produzierte. Es stieg auf Platz 21 der deutschen Charts ein.
Zusammen mit Lena Meyer-Landrut und Henning Wehland war er Coach und Jury-Mitglied in der zweiten Staffel der Sat.1-Castingshow The Voice Kids. Auch in der dritten Staffel 2015 war er (diesmal mit Mark Forster und Lena) wieder zu sehen.
Im Mai 2016 nahm er an einer Folge der Show Schlag den Star teil, er verlor gegen den ehemaligen Fußballprofi Arne Friedrich.
2018 nahm er an der fünften Staffel von Sing meinen Song – Das Tauschkonzert teil.
2021 nahm er an der neunten Staffel von Das Duell um die Welt – Team Joko gegen Team Klaas und in der vierten Staffel von Joko & Klaas gegen ProSieben teil.

## Privates
Johannes Strate ist mit der Schauspielerin Anna Angelina Wolfers liiert. Am 17. Dezember 2012 kam der gemeinsame Sohn zur Welt. Strate ist Anhänger von Werder Bremen und Botschafter der vereinseigenen Sozialinitiative Werder bewegt für den Bereich Umweltschutz.

## Trivia
Strate spielte Ende der 1990er Jahre mit dem ein Jahr jüngeren Moderator Jan Böhmermann, der ebenfalls gebürtiger Bremer ist und damals ein anderes Gymnasium in der Stadt besuchte, eine Zeit lang gemeinsam in einer Band – so zumindest die ursprüngliche, aber zwischenzeitlich revidierte Fassung.

## Diskografie

### Solo

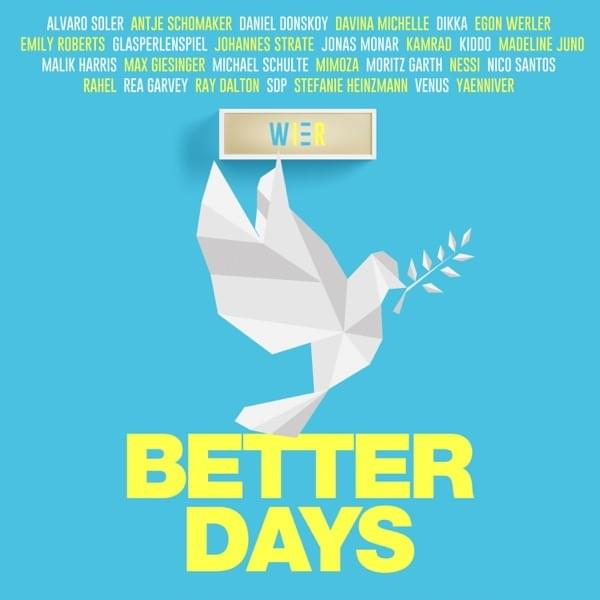
Frontcover zu Better Days.

Studioalben

| Jahr | Titel Musiklabel                              | Höchstplatzierung, Gesamtwochen, AuszeichnungChartplatzierungen (Jahr, Titel, Musiklabel, Platzierungen, Wochen, Auszeichnungen, Anmerkungen) | Höchstplatzierung, Gesamtwochen, AuszeichnungChartplatzierungen (Jahr, Titel, Musiklabel, Platzierungen, Wochen, Auszeichnungen, Anmerkungen) | Höchstplatzierung, Gesamtwochen, AuszeichnungChartplatzierungen (Jahr, Titel, Musiklabel, Platzierungen, Wochen, Auszeichnungen, Anmerkungen) | Anmerkungen                              |
| Jahr | Titel Musiklabel                              | DE | AT | CH | Anmerkungen                              |
| ---- | --------------------------------------------- | --- | --- | --- | ---------------------------------------- |
| 2011 | Die Zeichen stehen auf Sturm Columbia Records | DE21 (3 Wo.)DE | — | — | Erstveröffentlichung: 30. September 2011 |

Singles
| Jahr | Titel Album                                                  | Höchstplatzierung, Gesamtwochen, AuszeichnungChartplatzierungen (Jahr, Titel, Album, Platzierungen, Wochen, Auszeichnungen, Anmerkungen) | Höchstplatzierung, Gesamtwochen, AuszeichnungChartplatzierungen (Jahr, Titel, Album, Platzierungen, Wochen, Auszeichnungen, Anmerkungen) | Höchstplatzierung, Gesamtwochen, AuszeichnungChartplatzierungen (Jahr, Titel, Album, Platzierungen, Wochen, Auszeichnungen, Anmerkungen) | Anmerkungen                                            |
| Jahr | Titel Album                                                  | DE | AT | CH | Anmerkungen                                            |
| ---- | ------------------------------------------------------------ | --- | --- | --- | ------------------------------------------------------ |
| 2011 | Es tut mir weh dich so zu sehen Die Zeichen stehen auf Sturm | DE73 (1 Wo.)DE | — | — | Erstveröffentlichung: 16. September 2011               |
| 2011 | Ich mach meinen Frieden mit mir Die Zeichen stehen auf Sturm | — | — | — | Erstveröffentlichung: 2. Oktober 2011                  |
| 2022 | Better Days –                                                | — | — | — | Erstveröffentlichung: 22. April 2022 als Teil von Wier |

Beiträge für Sampler
| Jahr | Titel Album                                                                  | Anmerkungen                                                                                             |
| ---- | ---------------------------------------------------------------------------- | --- |
| 2018 | Amour toujours (morgens um fünf) Sing meinen Song – Das Tauschkonzert Vol. 5 | Erstveröffentlichung: 11. Mai 2018 Original: Mary Roos                                                  |
| 2018 | Bauch und Kopf Sing meinen Song – Das Tauschkonzert Vol. 5                   | Erstveröffentlichung: 11. Mai 2018 Original: Mark Forster                                               |
| 2018 | Damage Done Sing meinen Song – Das Tauschkonzert Vol. 5                      | Erstveröffentlichung: 11. Mai 2018 Original: Leslie Clio                                                |
| 2018 | Denkmal Sing meinen Song – Das Tauschkonzert Vol. 5                          | Erstveröffentlichung: 11. Mai 2018 Original: Wir sind Helden                                            |
| 2018 | Forever Young Sing meinen Song – Das Tauschkonzert Vol. 5                    | Erstveröffentlichung: 11. Mai 2018 Original: Alphaville                                                 |
| 2018 | Supergirl Sing meinen Song – Das Tauschkonzert Vol. 5                        | Erstveröffentlichung: 11. Mai 2018 Original: Reamonn                                                    |
| 2018 | Baby, It’s Cold Outside Sing meinen Song – Das Weihnachtskonzert Vol. 5      | Erstveröffentlichung: 23. November 2018 Original: Lynn Garland & Frank Loesser; (mit Judith Holofernes) |
| 2018 | In der Weihnachtsbäckerei Sing meinen Song – Das Weihnachtskonzert Vol. 5    | Erstveröffentlichung: 23. November 2018 Original: Rolf Zuckowski                                        |
| 2018 | This Is The New Year Sing meinen Song – Das Weihnachtskonzert Vol. 5         | Erstveröffentlichung: 23. November 2018 Original: A Great Big World                                     |
| 2019 | Das W auf dem Trikot Lauter Werder                                           | Erstveröffentlichung: 24. Januar 2019 Original: Original Deutschmacher                                  |
| 2021 | Leise Worte werden laut Dein Song 2021                                       | Erstveröffentlichung: mit Sarah Huebers                                                                 |